# Marcel Pierre Marie Chauvin
Marcel Pierre Marie Chauvin CSsR (* 26. April 1914 in Couëron; † 2. Juli 2004) war ein französischer Ordensgeistlicher und römisch-katholischer Bischof von Fada N’Gourma.

## Leben
Marcel Pierre Marie Chauvin trat der Ordensgemeinschaft der Redemptoristen bei, legte am 8. September 1932 die Profess ab und empfing am 29. August 1939 die Priesterweihe.
Papst Paul VI. ernannte ihn am 16. Juni 1964 zum Bischof von Fada N’Gourma. Der Erzbischof von Ouagadougou, Paul Zoungrana MAfr, spendete ihm am 20. Dezember desselben Jahres die Bischof; Mitkonsekratoren waren Dieudonné Yougbaré, Bischof von Koupéla, und Marie-Jean-Baptiste-Hippolyte Berlier CSsR, Bischof von Niamey.
Er nahm an den dritten und vierten Sitzungsperioden des Zweiten Vatikanischen Konzils teil. Von seinem Amt trat er am 15. Juni 1979 zurück.